# Бринкхёйс, Нинке
Нинке Бринкхёйс (нидерл. Nienke Brinkhuis; род. 10 октября 1971, Кестерен, Нидерланды) — нидерландская актриса и преподаватель актёрского мастерства.

## Биография
Окончила Высшую Школу Искусств (Hogeschool voor de kunsten) в городе Арнеме, а также актёрскую школу «Де Трап» в Амстердаме. Сыграла во многих телепрограммах, кинофильмах, рекламах и театральных постановках в Нидерландах. Интересно, что в короткометражном кинофильме Приветствие из Голландии Нинке Бринкхёйс снялась вместе с украинско-нидерландской актрисой Галиной Кияшко.

## Избранная фильмография
- ???? — На практике («In de praktijk»; сериал)
- ???? — По дороге в завтра («Onderweg naar morgen»; сериал)
- ???? — Право говорить («Recht van spreken»; сериал)
- 1998 — Сем Сем («SamSam»; сериал) — Симона
- 2002 — Запах роз и водка с лимоном («Rozengeur & Wodka Lime»; сериал) — Каролин
- 2002 — Свингеры («Swingers») — Алекс
- 2003 — Baantjer (сериал) — Стелла де Брёйне
- 2004 — Гей («Gay»)
- 2006 — Модель 22 («Model 22»; короткометражный) — модель 22
- 2006 — Van Speijk (сериал) — Мариан
- 2006 — Привет из Голландии («Groeten uit Holland»; короткомертажный) — Линда
- 2007 — Итальянская связь («The Italian Connection»; короткометражный) — Ева
- 2009 — Лилит — Лилит
- 2009 — Zeg 'ns Aaa (сериал) — д-р Бренда